# Lliga hongkonguesa de futbol
La Hong Kong First Division League (香港甲組聯賽 en xinès tradicional) fou fundada el 1908 i és la competició de futbol més important de Hong Kong.
Hong Kong Premier League Des de la temporada 2014-15, va substituir la Lliga de la Primera Divisió de Hong Kong (香港超級聯賽 en xinès tradicional) com a lliga de futbol de primera divisió de Hong Kong.

## Format
Hi participen 11 equips i tots jueguen entre ells dos cops cada temporada, un a casa i l'altre fora de casa. El primer classificat després de 20 jornades és el campió de lliga i els tres últims baixen a la Hong Kong Second División League.

## Historial
La lliga de Hong Kong de futbol començà a disputar-se la temporada 1908-09. No obstant la Federació de Hong Kong només reconeix com a oficials els campionats a partir de la Segona Guerra Mundial.
Abans de la Segona Guerra Mundial
- 1908-09:  The Buffs (1)[a]
- 1909-10:  Royal Garrison Artillery (1)
- 1910-11:  The Buffs (2)[a]
- 1911-12:  King's Own Rifles (1)
- 1912-13:  Royal Garrison Artillery (2)
- 1913-14:  D.C.L.I. (1)[b]
- 1914-15:  Royal Garrison Artillery (3)
- 1915-16:  Royal Garrison Artillery (4)
- 1916-17:  Royal Engineers (1)
- 1917-18:  Royal Garrison Artillery (5)
- 1918-19:  Royal Navy (1)
- 1919-20:  Hong Kong FC (1)
- 1920-21:  Wiltshire Regiment (1)
- 1921-22:  HMS Curiew (1)
- 1922-23:  King's Liverpool Regiment (1)
- 1923-24:  South China (1)
- 1924-25:  East Surrey Regiment (1)
- 1925-26:  Kowloon FC (1)
- 1926-27:  Clube de Recreio (1)
- 1927-28:  Chinese AA (1)
- 1928-29:  Chinese AA (2)
- 1929-30:  Chinese AA (3)
- 1930-31:  South China (2)
- 1931-32:  Royal Navy (2)
- 1932-33:  South China (3)
- 1933-34:  South Welsh Borderers (1)
- 1934-35:  South China (4)
- 1935-36:  South China (5)
- 1936-37:  Royal Ulster Rifles (1)
- 1937-38:  South China B (6)
- 1938-39:  South China (7)
- 1939-40:  South China (8)
- 1940-41:  South China (9)
- 1941-42: no finalitzà per la II GM
- 1942-45: no es disputà

Després de la Segona Guerra Mundial
- 1945-46:  Royal Air Force (1)
- 1946-47:  Sing Tao SC (1)
- 1947-48:  Kitchee SC (1)
- 1948-49:  South China (10)
- 1949-50:  Kitchee SC (2)
- 1950-51:  South China (11)
- 1951-52:  South China (12)
- 1952-53:  South China (13)
- 1953-54:  Kowloon MBC (1)
- 1954-55:  South China (14)
- 1955-56:  Eastern AA (1)
- 1956-57:  South China (15)
- 1957-58:  South China (16)
- 1958-59:  South China (17)
- 1959-60:  South China (18)
- 1960-61:  South China (19)
- 1961-62:  South China (20)
- 1962-63:  Yuen Long FC (1)
- 1963-64:  Kitchee SC (3)
- 1964-65:  Happy Valley (1)
- 1965-66:  South China (21)
- 1966-67:  Kowloon MBC (2)
- 1967-68:  South China (22)
- 1968-69:  South China (23)
- 1969-70:  Jardines SA (1)
- 1970-71:  HK Rangers (1)
- 1971-72:  South China (24)
- 1972-73:  Seiko SA (1)
- 1973-74:  South China (25)
- 1974-75:  Seiko SA (2)
- 1975-76:  South China (26)
- 1976-77:  South China (27)
- 1977-78:  South China (28)
- 1978-79:  Seiko SA (3)
- 1979-80:  Seiko SA (4)
- 1980-81:  Seiko SA (5)
- 1981-82:  Seiko SA (6)
- 1982-83:  Seiko SA (7)
- 1983-84:  Seiko SA (8)
- 1984-85:  Seiko SA (9)
- 1985-86:  South China (29)
- 1986-87:  South China (30)
- 1987-88:  South China (31)
- 1988-89:  Happy Valley (2)
- 1989-90:  South China (32)
- 1990-91:  South China (33)
- 1991-92:  South China (34)
- 1992-93:  Eastern AA (2)
- 1993-94:  Eastern AA (3)
- 1994-95:  Eastern AA (4)
- 1995-96:  Instant-Dict (1)
- 1996-97:  South China (35)
- 1997-98:  Instant-Dict (2)
- 1998-99:  Happy Valley (3)
- 1999-00:  South China (36)
- 2000-01:  Happy Valley (4)
- 2001-02:  Sun Hei SC (1)
- 2002-03:  Happy Valley (5)
- 2003-04:  Sun Hei SC (2)
- 2004-05:  Sun Hei SC (3)
- 2005-06:  Happy Valley (6)
- 2006-07:  South China (37)
- 2007-08:  South China (38)
- 2008-09:  South China (39)
- 2009-10:  South China (40)
- 2010-11:  Kitchee SC (4)
- 2011-12:  Kitchee SC (5)
- 2012-13:  South China (41)
- 2013-14:  Kitchee SC (6)

Hong Kong Premier League
- 2014-15:  Kitchee SC (7)
- 2015-16:  Eastern AA (5)
- 2016-17:  Kitchee SC (8)
- 2017-18:  Kitchee SC (9)
- 2018-19:  Wofoo Tai Po (1)
- 2019-20:  Kitchee SC (10)
- 2020-21:  Kitchee SC (11)
- 2021-22: Abandonat [c]
- 2022-23:  Kitchee SC (12)